# جمعیت‌شناسی فلسطین

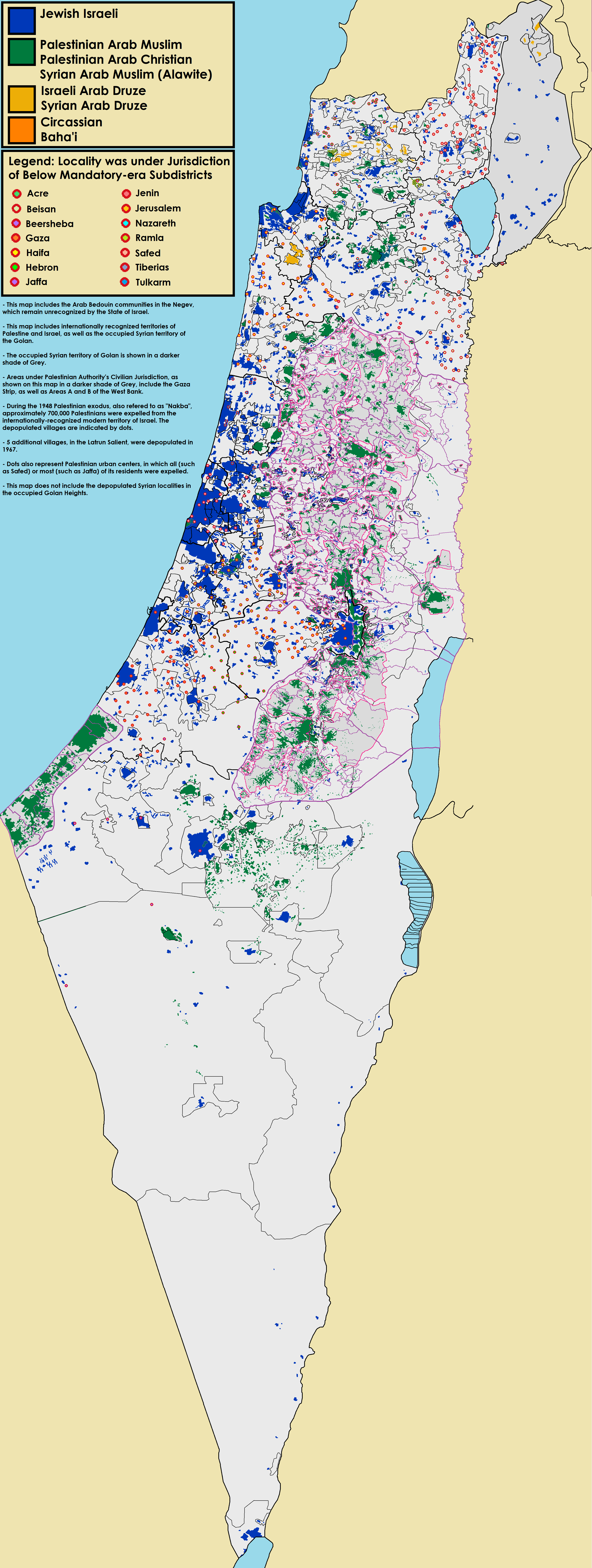
نقشه ترکیب قومی-ملی فلسطین امروزی - شامل اسرائیل، اراضی اشغالی فلسطینی، و بلندی‌های تحت اشغال جولان. این نقشه همچنین محل شهرها و روستاهای فلسطینی که در طول جنگ ۱۹۴۸ خالی از سکنه شدند هم نشان داده شده است.

بر اساس آمار ادارهٔ آمار مرکزی اسرائیل، در ماه می‌سال ۲۰۰۶، جمعیت اسرائیل برابر با ۷ میلیون نفر بود که ۷۷٪ یهودی، ۵/۱۸٪ عرب (اکثرا فلسطینی، حدود ۲۵ هزار نفر هم عرب سوری ساکن بلندی‌های جولان، و تعداد نامعلومی هم اعراب لبنانی که در طول اشغال این کشور توسط اسرائیل، عضو ارتش جنوب لبنان بودند) و ۳/۴٪ از سایر ریشه‌ها بوده‌اند. بر اساس آمار از یهودی‌های اسرائیل ۶۸٪ (متولد اسرائیل)، اغلب نسل دوم یا سوم از اسرائیلی‌ها هستند و ۱۰٪ از جهان عرب ازآسیا و آفریقا هستند.
طبق آمار فلسطینی‌ها بیش از۲/۴ میلیون فلسطینی در کرانه غربی زندگی می‌کنند. طبق یک بررسی که در ششمین کنفرانس Herzliya دربارهٔ تراز امنیت ملی اسرائیل ارائه شد، ۴/۱ میلیون فلسطینی وجود دارد. طبق آمار فلسطینی‌ها بیش از ۱/۴ میلیون فلسطینی دیگر در نوار غزه هستند.
طبق آمار فلسطینی‌ها و اسرائیلی‌ها، جمعیت فلسطین بین ۸/۹ تا ۸/۱۰ میلیون نفر است.
طبق آمار اردنی‌ها، حدود ۶ میلیون نفر در اردن زندگی می‌کنند که اکثر آن‌ها پناهندگان فلسطینی هستند، اما در مورد درصد دقیق فلسطینی‌ها اختلاف وجود دارد و بررسی آن چندان مطلوب برخی‌ها نمی‌باشد. طبق تخمین‌ها درصد پناهندگان فلسطینی بین ۴۵ تا ۹۰٪ می‌باشد.